# 弗洛斯馬提街站
弗洛斯馬提街站（匈牙利語：Vörösmarty utca）是布達佩斯地鐵1號線的車站。聖科倫巴教堂靠近弗洛斯馬提街站。可以在這裡換乘105路公車和73、76路無軌電車。